# Municipio de Conoy
El municipio de Conoy (en inglés: Conoy Township) es un municipio ubicado en el condado de Lancaster en el estado estadounidense de Pensilvania. En el año 2000 tenía una población de 3.067 habitantes y una densidad poblacional de 79.8 personas por km².

## Geografía
El municipio de Conoy se encuentra ubicado en las coordenadas 40°08′00″N 76°40′59″O / 40.13333, -76.68306.

## Demografía
Según la Oficina del Censo en 2000 los ingresos medios por hogar en la localidad eran de $48,775 y los ingresos medios por familia eran de $56,632. Los hombres tenían unos ingresos medios de $36,849 frente a los $26,406 para las mujeres. La renta per cápita de la localidad era de $20,157. Alrededor del 3,7% de la población estaba por debajo del umbral de pobreza.